# Characidium heirmostigmata
Characidium heirmostigmata és una espècie de peix de la família dels crenúquids i de l'ordre dels caraciformes.

## Morfologia
- Els mascles poden assolir 5,4 cm de llargària total.
- Nombre de vèrtebres: 34.[1]

## Hàbitat
Viu en zones de clima tropical.

## Distribució geogràfica
Es troba a Sud-amèrica: rius Abelha, Barra Grande i Nestor a la conca del riu Paranà al Brasil.